# سكوت لوغان
سكوت لوغان (بالإنجليزية: Scott Logan)‏ هو سباح أسترالي، ولد في 24 يوليو 1976 في بريزبان في أستراليا.

## وصلات خارجية
- سكوت لوغان على موقع الاتحاد الدولي للسباحة (الإنجليزية)
- سكوت لوغان على موقع أوليمبيديا (الإنجليزية)
- سكوت لوغان على موقع اللجنة الأولمبية الأسترالية (الإنجليزية)